# City Bus Simulator
City Bus Simulator ist eine Computerspielreihe, die vom Erfurter Entwicklerstudio TML-Studios entwickelt und von Aerosoft veröffentlicht wurde. Die Reihe beinhaltet die Titel City Bus Simulator 2010: New York und Citybus Simulator München.

## City Bus Simulator 2010 New York

### Spielprinzip
Im ersten Teil der City-Bus-Simulator-Reihe übernimmt der Spieler die Rolle eines New Yorker Busfahrers, der auf der Linie M42, die vom Hudson River bis zum East River führt, fährt. Die Strecke sowie die Nebenstraßen sind dabei originalgetreu nachgebildet worden. Dabei kommt der typische New Yorker Nova-Bus zum Einsatz. Der Fahrscheinverkauf wurde ebenfalls simuliert. Zusätzlich zur normalen Fahrplanfahrt gibt es unterschiedliche Missionen sowie eine Kampagne. Durch den herunterladbaren Editor können eigene Strecken sowie Busse erstellt und der Community zur Verfügung gestellt werden.

### Rezeption
Das Internet-Magazin 4Players bewertete City Bus Simulator 2010 als überwiegend positiv. Während vor allem die originalgetreu nachempfundene Spielwelt, die zahlreichen technischen Funktionen des Busses sowie das glaubwürdige Fahrmodell gelobt wurden, wurden die sich nicht bewegenden Passanten und die zu kleine Karte kritisiert.
Von der Zeitschrift PC Games erhielt der Simulator eine eher mittelmäßige Bewertung. Gelobt wurde die realistische Umgebung sowie die realistische Umsetzung des Busses. Stellenweise technische Fehler sowie die regungslosen Passanten erhielten negative Kritik.

### Erweiterungen
Seit April 2010 ist ein Add-on erhältlich, das die Region Usedom sowie einen weiteren Bus enthält.

## Citybus Simulator München

### Spielprinzip
Im zweiten Teil der City-Bus-Simulator-Reihe fährt der Spieler auf der Linie 100 „Museenlinie“ in München, die vom Ostbahnhof bis zum Hauptbahnhof führt.
Auf der gesamten Strecke sind über 43 Sehenswürdigkeiten und Museen, die der Bus in unmittelbarer Nähe anfährt. Zur Auswahl stehen original lizenzierte MAN Lion’s City-Busse in drei Varianten. Dabei wird der Verschleiß der Busse simuliert, Defekte können manuell eingestellt werden oder automatisch vom Malfunction Director ausgeführt werden. Zusätzlich zur Hauptlinie können noch neun weitere Linien, die allerdings fiktiv sind, befahren werden. Außerdem gibt es die Möglichkeit mit der Leitzentrale zu kommunizieren.

### Rezeption
Das Internet-Magazin PCsim.net vergab für den Citybus Simulator München mit 83 % eine gute Bewertung. Vor allem die detailgetreue Darstellung der Busse sowie der Umgebung, die Schadenssimulation, sowie das Feintuning am Bus wurden gelobt.

### Versionsgeschichte
| Version | Veröffentlichung                                                                      | Änderungen |
| ------- | ------------------------------------------------------------------------------------- | --- |
| 1.20    | 6. Dezember 2012 (Boxversion wurde am 13. Dezember mit gleicher Version ausgeliefert) | Erste Version vom Citybus Simulator München                                                                              |
| 1.21    | 21. Dezember 2012                                                                     | Behebung der Doppelbelegungen auf Lenkrädern/Gamepads sowie der Abstürze bei bestimmten Wettereinstellungen              |
| 1.23    | 25. März 2013                                                                         | - Verbesserte Sichtweite und zusätzliche Einstellungsmöglichkeiten im Menü - diverse Fehlerbehebungen und Verbesserungen |
| 1.24    | 11. Juni 2013                                                                         | Behebung der abrupten Bremsvorgänge beim Gelenkbus, die ab Version 1.23 auftraten                                        |